# Valdecaballeros
Valdecaballeros (extremadurai nyelven Val-de-Cavallerus) község Spanyolországban, Badajoz tartományban. Valdecaballeros Alía, Castilblanco, Herrera del Duque, Talarrubias, Casas de Don Pedro és Cañamero községekkel határos. Lakosainak száma 1051 fő (2024).

## Népesség
A település népessége az utóbbi években az alábbiak szerint változott:
| Lakosok száma | 1418 | 1288 | 1264 | 1218 | 1212 | 1156 | 1116 | 1077 | 1088 | 1051 |
|               | 2001 | 2004 | 2006 | 2009 | 2011 | 2014 | 2016 | 2019 | 2021 | 2024 |